# Noventi Open 2021
Noventi Open 2021 byl tenisový turnaj pořádaný jako součást mužského okruhu ATP Tour, který se odehrával na otevřených travnatých dvorcích v areálu arény OWL. Probíhal mezi 14. až 20. červnem 2021 v severoněmeckém Halle jako dvacátý osmý ročník turnaje. V roce 2020 se neuskutečnil pro přerušení sezóny v důsledku koronavirové pandemie.
Turnaj s rozpočtem 1 455 925 eur patřil do kategorie ATP Tour 500. Nejvýše nasazeným tenistou ve dvouhře se stal druhý tenista světa Daniil Medveděv z Ruska, kterého v úvodním kole vyřadil Jan-Lennard Struff. Jako poslední přímý účastník do hlavní soutěže ve dvouhře nastoupil 73. hráč žebříčku, Francouz Corentin Moutet.
Třetí singlový titul na okruhu ATP Tour a první v kategorii ATP 500 vybojoval 22letý Francouz Ugo Humbert. Čtyřhru ovládl německo-rumunský pár Kevin Krawietz a Horia Tecău, jehož členové získali první společnou trofej.

## Rozdělení bodů a finančních odměn

### Rozdělení bodů
| Soutěž  | vítězové | finalisté | semifinalisté | čtvrtfinalisté | 16 v kole | 32 v kole | Q  | Q2 | Q1 |
| ------- | -------- | --------- | ------------- | -------------- | --------- | --------- | -- | -- | -- |
| dvouhra | 500      | 300       | 180           | 90             | 45        | 0         | 20 | 10 | 0  |
| čtyřhra | 500      | 300       | 180           | 90             | 45        | 0         | 25 | 14 | 0  |

### Finanční odměny
| Soutěž                              | vítězové  | finalisté | semifinalisté | čtvrtfinalisté | 16 v kole | 32 v kole | Q2      | Q1      |
| ----------------------------------- | --------- | --------- | ------------- | -------------- | --------- | --------- | ------- | ------- |
| dvouhra                             | 113 785 € | 84 075 €  | 59 860 €      | 40 765 €       | 25 480 €  | 14 650 €  | 6 750 € | 3 565 € |
| čtyřhra                             | 40 200 €  | 30 240 €  | 21 760 €      | 14 340 €       | 9 020 €   | 5 000 €   | 0 €     | 0 €     |
| částka ve čtyřhře je uvedena na pár |           |           |               |                |           |           |         |         |

## Dvouhra

### Nasazení hráčů
| Země                           | Hráč                  | ATP | Nasazení |
| ------------------------------ | --------------------- | --- | -------- |
| Rusko                          | Daniil Medveděv       | 2   | 1        |
| Řecko                          | Stefanos Tsitsipas    | 4   | 2        |
| Německo                        | Alexander Zverev      | 6.  | 3.       |
| Rusko                          | Andrej Rubljov        | 7.  | 4.       |
| Švýcarsko                      | Roger Federer         | 8.  | 5.       |
| Španělsko                      | Roberto Bautista Agut | 11. | 6.       |
| Belgie                         | David Goffin          | 13. | 7.       |
| Francie                        | Gaël Monfils          | 15. | 8.       |
| Žebříček ATP k 31. květnu 2021 |                       |     |          |

### Jiné formy účasti na turnaji
Následující hráči obdrželi divokou kartu do hlavní soutěže:
- Daniel Altmaier
- Philipp Kohlschreiber
- Gaël Monfils
- Stefanos Tsitsipas

Následující hráč obdržel do hlavní soutěže zvláštní výjimku:
- Jurij Rodionov

Následující hráči postoupili z kvalifikace:
- Nikoloz Basilašvili
- Ričardas Berankis
- Marcos Giron
- Ilja Ivaška
- Lukáš Lacko
- Arthur Rinderknech

Následující hráč postoupil z kvalifikace jako tzv. šťastný poražený:
- Yannick Hanfmann

### Odhlášení
před začátkem turnaje
- Pablo Carreño Busta → nahradil jej  Corentin Moutet
- Cristian Garín → nahradil jej  Gilles Simon
- Casper Ruud → nahradil jej  Sam Querrey
- Stefanos Tsitsipas → nahradil jej  Yannick Hanfmann

## Čtyřhra

### Nasazení párů
| Země                                                                       | Hráč           | Země        | Hráč                   | ATP | Nasazení |
| -------------------------------------------------------------------------- | -------------- | ----------- | ---------------------- | --- | -------- |
| Chorvatsko                                                                 | Ivan Dodig     | Slovensko   | Filip Polášek          | 19. | 1.       |
| Polsko                                                                     | Łukasz Kubot   | Francie     | Édouard Roger-Vasselin | 31. | 2.       |
| Německo                                                                    | Kevin Krawietz | Rumunsko    | Horia Tecău            | 39. | 3.       |
| Nizozemsko                                                                 | Wesley Koolhof | Nizozemsko  | Jean-Julien Rojer      | 40. | 4.       |
| Německo                                                                    | Tim Pütz       | Nový Zéland | Michael Venus          | 53. | 5.       |
| Belgie                                                                     | Sander Gillé   | Belgie      | Joran Vliegen          | 62. | 6.       |
| Jižní Afrika                                                               | Raven Klaasen  | Japonsko    | Ben McLachlan          | 67. | 7.       |
| Rakousko                                                                   | Oliver Marach  | Pákistán    | Ajsám Kúreší           | 84. | 8.       |
| Žebříček ATP k 31. květnu 2021; číslo je součtem umístění obou členů páru. |                |             |                        |     |          |

### Jiné formy účasti
Následující páry obdržely divokou kartu do hlavní soutěže:
- Daniel Altmaier /  Dominic Stricker
- Dustin Brown /  Jan-Lennard Struff
- Petros Tsitsipas /  Stefanos Tsitsipas

Následující pár postoupil z kvalifikace:
- Daniel Masur /  Rudolf Molleker

Následující pár postoupil z kvalifikace jako tzv. šťastný poražený:
- Yannick Hanfmann /  Dominik Koepfer

### Odhlášení
před začátkem turnaje
- Marcel Granollers /  Horacio Zeballos → nahradili je  Andrés Molteni /  Guido Pella
- Łukasz Kubot /  Marcelo Melo → nahradili je  Łukasz Kubot /  Édouard Roger-Vasselin
- Petros Tsitsipas /  Stefanos Tsitsipas → nahradili je  Yannick Hanfmann /  Dominik Koepfer

## Přehled finále

### Mužská dvouhra
- Ugo Humbert vs.  Andrej Rubljov, 6–3, 7–6(7–4)

### Mužská čtyřhra
- Kevin Krawietz /  Horia Tecău vs.  Félix Auger-Aliassime /  Hubert Hurkacz, 7–6(7–4), 6–4